# Bistum Tula

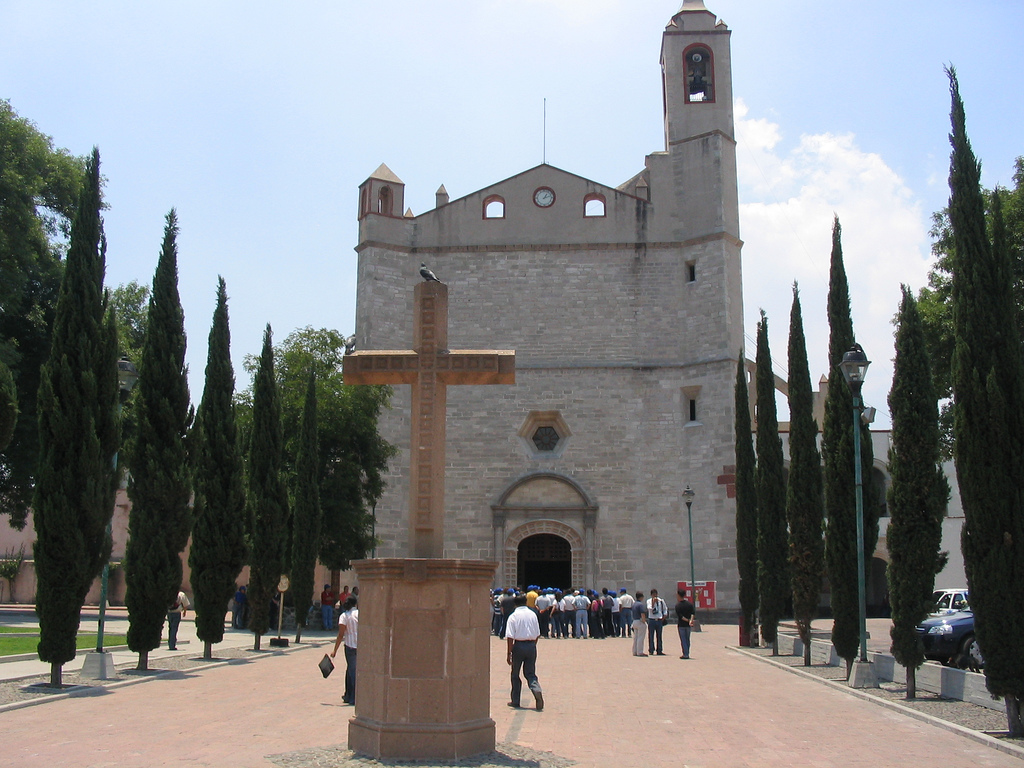
Kathedrale San José in Tula de Allende

Das Bistum Tula (lat.: Dioecesis Tullanensis, span.: Diócesis de Tula) ist eine in Mexiko gelegene römisch-katholische Diözese mit Sitz in Tula de Allende (meist abgekürzt „Tula“ genannt).

## Geschichte
Das Bistum Tula wurde am 27. Februar 1961 durch Papst Johannes XXIII. mit der Apostolischen Konstitution Postulant quandoque aus Gebietsabtretungen des Erzbistums Mexiko-Stadt und des Bistums Tulancingo errichtet und dem Erzbistum Mexiko-Stadt als Suffraganbistum unterstellt.
Am 25. November 2006 wurde das Bistum Tula durch Papst Benedikt XVI. mit der Apostolischen Konstitution Mexicani populi dem Erzbistum Tulancingo als Suffraganbistum unterstellt.

## Bischöfe von Tula
- José de Jesús Sahagún de la Parra, 1961–1985, dann Bischof von Ciudad Lázaro Cárdenas
- José Trinidad Medel Pérez, 1986–1993, dann Erzbischof von Durango
- Octavio Villegas Aguilar, 1994–2005, dann Weihbischof in Morelia
- Juan Pedro Juárez Meléndez, seit 2006